# Райт, Эдгар
Э́дгар Го́вард Ра́йт (англ. Edgar Howard Wright Jr. (род. 18 апреля 1974, Пул, Дорсет, Англия) — британский кинорежиссёр, сценарист, актёр и кинопродюсер. Получил известность своими работами с Саймоном Пеггом и Ником Фростом, такими как «Зомби по имени Шон», «Типа крутые легавые» и «Армагеддец» а также телесериалом «Spaced».

## Ранние годы и начало карьеры
- «Двухполосное шоссе» (1971)

Райт родился в городе Пул, графства Дорсет, но рос преимущественно в Уэлсе (графство Сомерсет), так как он, ещё будучи ребёнком, переехал туда вместе со своей семьёй. Бабушкой Эдгара по материнской линии была Маргарет Элизабет Рекардо (дочь Абрахама Мозеса Рекардо и Кейт Ролласон). Маргарет родилась в Бирмингеме, Уэст-Мидлендс. Авраам был сыном Моисея Рекардо и Элизы Йейтс. Кейт была дочерью Генри Уильяма Ролласона и Кейт Челлингворт. Прапрадед Эдгара, Моисей, был сыном Моисея Исраэля (Даниэля) Рикардо, голландского еврея из Роттердама, и Элизабет Кингдон, англичанки из Глостершира. Еврейская семья Моисея происходила из Бельгии, Италии, Португалии, Испании, Франции, Германии и Польши.
Он начал снимать собственные фильмы в 14 лет, когда ещё ходил в школу и работал на местной достопримечательности — пещерах «Wookey Hole». В конце 80-х и начале 90-х Райт снимал много коротких фильмов, сначала на 8-миллиметровую камеру, которую ему подарил один из родственников, а затем на камкордер Video8, который он выиграл в конкурсе на телевизионной программе Going Live!. Эти фильмы были по большей части комедийной стилизацией популярных жанров и фильмов, таких как «Carbolic Soap» и «Грязный Гарри», которому Райт отдал должное в фильме «Dead Right» (позже он был выпущен на DVD «Типа крутые легавые»). После того, как в 20 лет окончил колледж Bournemouth Arts, он снял пародийный вестерн «A Fistful of Fingers», который был выпущен для ограниченного показа и вещания по британскому спутниковому телевидению на телеканале Sky Movies. Несмотря на недовольство Райта финальным продуктом, на фильм обратили внимание комики Мэтт Лукас и Дэвид Уолльямс, которые впоследствии выбрали Эдгара на пост режиссёра сериалов «Mash and Peas» и «Sir Bernard's Stately Homes» на телеканале UK’s Paramount Comedy. В течение этого времени он также работал на BBC над такими телевизионными программами как «Is It Bill Bailey?» и «Alexei Sayle's Merry-Go-Round».

## Spaced
В 1998 году сценаристы и актёры Саймон Пегг и Джессика Хайнес находились на ранних стадиях разработки их ситкома «Spaced» для Channel 4 и попросили Райта стать режиссёром, вспомнив совместную работу с ним в 1996 году над сериалом «Asylum». В 1999 году он присоединился к этим актёрам для создании сериала «Spaced» для четвёртого канала. Райт делал сериал довольно необычным для жанра ситуационной комедии, используя драматические ракурсы и движения, а также визуальный язык научной фантастики и фильмов ужасов; режиссёр, кстати, и не пытался этого скрывать — напротив, он добавил в проект вымышленное устройство 'Homage-O-Meter', показывающее количество отсылок на чужое творчество в данном эпизоде. В 2002 году он снялся в роли техника и учёного по имени Эдди Йорк в обоих сезонах сериала «Абсурдное природоведение», одним из создателей которого был член актёрской команды, работавшей над сериалом «Spaced», Питер Серафинович. Райт также сыграл небольшую роль в «Spaced», где его можно было увидеть спящим в доме Дэйзи Стейнер наряду с остальными членами шайки. Сам Райт так отозвался о сериале на одном из показов: «Это показывают чокнутые для чокнутых».

## Связи с музыкальной индустрией и музыкальное видео
Группа Джона Спенсера «Blues Explosion» — любимая музыкальная группа Райта. Несколько их песен звучат в фильме «Типа крутые легавые», включая одну песню, написанную специально для фильма.
Райт снял два музыкальных клипа для своей бывшей девушки Шарлотты Хатерли: «Summer» и «Bastardo». Он также снял рекламные ролики для групп The Eighties Matchbox B-Line Disaster, Mint Royale и The Bluetones. Многие из этих видеороликов доступны в архиве его официального веб-сайта.
Райт снял документальный фильм о творчестве Рона и Расселла Мэйлов (группа Sparks). The Sparks Brothers — дебют режиссёра в неигровом кино. Премьера фильма состоялась на фестивале «Санденс» 30 января 2021 года.

## Кровь и мороженое
Успех у критиков «Spaced» позволил Райту и Пеггу выйти на большой экран с фильмом «Зомби по имени Шон» — комедия о зомби, к которой примешался стиль романтической комедии и отсылки к классике ужасов Джорджа Ромеро и Сэма Рэйми.

Были фильмы о зомби и до Джорджа Ромеро, но именно он по большей части изобрёл аспект людоедства. Поэтому мы сейчас знаем, что настоящие зомби — это зомби Ромеро.
Оригинальный текст (англ.)There were zombie films prior to George [Romero], but he pretty much invented the cannibalistic aspect. What we now think of as zombies really are Romero zombies.
— Эдгар Райт
Фильм был тепло принят как кинокритиками так и зрителями; отсылки на популярные американские хиты оказались понятными во всем мире. Кстати, Саймон Пегг не стал сниматься в фильме «Псы-воины» (2002), поскольку Райт хотел, чтобы первая роль Саймона в фильме ужасов была в фильме «Зомби по имени Шон».
Пара Райт и Пегг задумали создать трилогию британских комедий, которые связывала бы не единая история, а общие отличительные особенности и основные мысли. Трилогия была названа «Кровь и мороженое» или «Корнетто трёх вкусов», потому что каждый фильм трилогии связан с определённым вкусом и, соответственно, цветом мороженого Корнетто, а также потому что в Британии существует известная шутка про эффективность мороженого Корнетто в качестве лекарства от похмелья.
Второй частью трилогии стал остросюжетный комедийный боевик «Типа крутые легавые». Съёмки стартовали в марте 2006 года, а премьера фильма состоялась в феврале 2007 года в Великобритании и в апреле 2007 года в США. Сюжет картины вращается вокруг героя Пегга, Николаса Эйнджела — полицейского, переведённого из Лондона в сельский Сэндфорд, который сотрясает серия ужасных происшествий.
Третьей частью трилогии стала картина «Армагеддец», релиз которой состоялся в 2013 году.

## Другие работы и будущие проекты
У Эдгара Райта есть брат Оскар, который работает художником-оформителем комиксов, а также вносит концептуализм в фильмы брата. Например, именно он сделал анимацию в блокноте Дэнни Баттермана из «Типа крутых легавых», а в анимации было изображено, как «бобби» (английский полицейский) убивает грабителя из пистолета. В 2007 году Эдгар Райт снял трейлер на несуществующий фильм для проекта Квентина Тарантино и Роберта Родригеса «Грайндхаус». Трейлер был назван «Don’t» и был бессюжетным, но высмеивал штампы фильмов ужасов. Эдгару предлагали стать режиссёром фильма «Миссия невыполнима 4», но позже на этот пост был выбран Брэд Бёрд.
В 2010 году вышел новый фильм Райта «Скотт Пилигрим против всех», с Майклом Сера в главной роли. В 2011 году вышел фильм «Приключения Тинтина: Тайна единорога», который был снят по сценарию Эдгара Райта. Начиная с лета 2006 года, Райт работал над фильмом о супергерое Marvel Comics «Человек-муравей». В начале июня 2012 года режиссёр потратил около недели на съемки тестовых сцен для будущей ленты. В конце мая 2014 года Райт неожиданно покинул режиссёрское кресло из-за «творческих разногласий со студией».
В 2020 Эдгар Райт в партнерстве с режиссёром Джо Корнишем («Рождённый стать королём») и продюсером Найрой Парк, основал компанию «Complete Fiction». Одним из первых проектов новорожденной студии станет экранизация книжной серии «Агентство „Локвуд и компания“» за авторством Джонатана Страуда.
В начале 2021 года стало известно, что Райт нанят на пост режиссёра в новой экранизации романа Стивена Кинга «Бегущий человек».

Каждый мой последующий фильм стоил дороже, чем предыдущий, но, при этом, я никогда не чувствовал выгоду большого бюджета, потому что идеи всегда превышают бюджет.
Оригинальный текст (англ.)Everything that I've done so far has had a bigger budget than the last, but I've never ever felt the benefit of the bigger budget because the ideas always exceed the budget.
— Эдгар Райт
В мае 2024 года стало известно, что Райт ведет переговоры о посте режиссёра на съемках ремейка фильма Барбарелла.

## Избранные работы

### Фильмография
| Год  | Фильм                                | Заглавные титры | Заглавные титры | Заглавные титры | Заглавные титры | Роль                                                                                  |
| Год  | Фильм                                | Режиссёр        | Сценарист       | Продюсер        | Актёр           | Роль                                                                                  |
| ---- | ------------------------------------ | --------------- | --------------- | --------------- | --------------- | ------------------------------------------------------------------------------------- |
| 1993 | Dead Right                           | Да              | Да              | Да              | Да              | Водитель Харрисон                                                                     |
| 1995 | Пригоршня пальцев                    | Да              | Да              | Да              | Да              | Закадровый голос, две небольшие роли камео                                            |
| 2004 | Зомби по имени Шон                   | Да              | Да              |                 | Да              | Диктор новостей/Зомби/Голос в итальянском ресторане/Друг Ноэля по телефону и режиссёр |
| 2005 | Земля мёртвых                        |                 |                 |                 | Да              | Живой мертвец в аттракционе «Сфотографируйся с зомби»                                 |
| 2005 | Автостопом по галактике              |                 |                 |                 | Да              | Глубокомысленный техник                                                               |
| 2007 | Типа крутые легавые                  | Да              | Да              | Да              |                 |                                                                                       |
| 2007 | Сын Рэмбо                            |                 |                 |                 | Да              | Учитель по изготовлению металлических изделий                                         |
| 2010 | Скотт Пилигрим против всех           | Да              | Да              | Да              |                 |                                                                                       |
| 2011 | Приключения Тинтина: Тайна единорога |                 | Да              |                 |                 |                                                                                       |
| 2011 | Чужие на районе                      |                 |                 | Да              | Да              | Николас Эдвуд                                                                         |
| 2012 | Экскурсанты                          |                 |                 | Да              | Да              | Экскурсовод                                                                           |
| 2013 | Армагеддец                           | Да              | Да              |                 | Да              | Пришелец Шон Уильямс                                                                  |
| 2015 | Человек-муравей                      |                 | Да              |                 |                 |                                                                                       |
| 2017 | Малыш на драйве                      | Да              | Да              |                 |                 |                                                                                       |
| 2017 | Звёздные войны: Последние джедаи     |                 |                 |                 | Да              | Солдат сопротивления                                                                  |
| 2021 | Прошлой ночью в Сохо                 | Да              | Да              | Да              |                 |                                                                                       |
| 2025 | Бегущий человек                      | Да              | Да              |                 |                 |                                                                                       |

### Телевидение (как актёр)
- Абсурдное природоведение (2005) — эпизод
- Spaced (1999—2001)

### Телевидение (как режиссёр)
- Spaced (1999, 2001)
- Alexei Sayle’s Merry-Go-Round (1998)
- Is It Bill Bailey? (1998)
- Sir Bernard’s Stately Homes (1998)
- Mash and Peas (1996—1997)
- Asylum (1996)

## Награды
- Премия Брэма Стокера
  - 2005 — Лучший сценарий «Зомби по имени Шон»
- British Independent Film Awards
  - 2004 — Лучший сценарий «Зомби по имени Шон»

### Статьи
- Лисицына А. Что ни день, то армагедденец : Фантатические комедии Эдгара Райта / Лисицына, Ангелина, Автор (Author) // Мир фантастики.- №4 (245) .- 2024 (Апрель). - С. 56 - 63; фотоил.